# Савенко Сергій Миколайович
Сергі́й Миколайович Саве́нко (1901 — 15 серпня 1976) — невролог родом з Полтавщини.

## Біографія
1927 року закінчив Київський медичний інститут. До 1944 року працював у Київському науково-дослідному психоневрологічному інституті. Від 1945 року професор Чернівецького медичного інституту.
З квітня 1945 р. по вересень 1973 р. очолював кафедру нервових хвороб Чернівецького медінституту (зараз кафедра нервових хвороб, психіатрії та медичної психології ім. С. М. Савенка). Під його керівництвом виконано 26 кандидатських дисертацій, за його консультування — 4 докторські.
Близько 100 друкованих праць із питань абсцесу мозку, бластоматозів нервової системи, енцефаломіеліту, судинних захворювань, нейроінфекцій тощо. Вперше у Чернівецькій області описав випадки кліщового енцефаліту і невропатологію геморагічної гарячки з нирковим синдромом, які спостерігалися у гірських районах області; дослідив маловідомі форми неспецифічного ураження спинного мозку при туберкульозі — некротичний мієліт та гострий туберкульозний менінгомієліт; довів патогенетичну єдність дифузного періаксіального енцефаліту Шільдера, концентричного склерозу Балло та розсіяного склерозу.